# Carica
Carica este un gen de plante cu flori din familia Caricaceae care include C. papaya, arborele de papaya (sin. C. peltata, C. posoposa), un copac fructifer larg cultivat, nativ tropicelor americane.
Genul a fost anterior tratat ca incluzând aproximativ 20-25 de specii de arbuști sau arbori mici sempervirescenți de 5-10 m înălțime, nativi Americii Centrale și de Sud tropicale, dar dovezi genetice recente au dus la reclasificarea acestor specii, în afară de C. papaya, în alte trei genuri.

## Specii
- Carica papaya (Papaya)

### Specii anterioare
Mai multe alte specii au fost transferate în genul Vasconcellea, iar câteva în genurile Jacaratia și Jarilla, după cum urmează:
- Carica baccata = Vasconcellea microcarpa subsp. baccata
- Carica candamarcensis = Vasconcellea cundinamarcensis
- Carica candicans = Vasconcellea candicans (Mito)
- Carica caudata = Jarilla heterophylla
- Carica cauliflora = Vasconcellea cauliflora
- Carica cestriflora = Vasconcellea cundinamarcensis
- Carica chilensis = Vasconcellea chilensis
- Carica crassipetala = Vasconcellea crassipetala
- Carica cundinamarcensis = Vasconcellea cundinamarcensis
- Carica dodecaphylla = Jacaratia spinosa
- Carica glandulosa = Vasconcellea glandulosa
- Carica goudotiana = Vasconcellea goudotiana
- Carica heterophylla = Vasconcellea microcarpa subsp. heterophylla
- Carica horovitziana = Vasconcellea horovitziana
- Carica longiflora = Vasconcellea longiflora
- Carica mexicana = Jacaratia mexicana
- Carica microcarpa = Vasconcellea microcarpa
- Carica monoica = Vasconcellea monoica
- Carica nana = Jarilla nana
- Carica omnilingua = Vasconcellea omnilingua
- Carica palandensis = Vasconcellea palandensis
- Carica parviflora = Vasconcellea parviflora
- Carica pentagona = Vasconcellea ×heilbornii
- Carica pubescens = Vasconcellea pubescens
- Carica pulchra = Vasconcellea pulchra
- Carica quercifolia = Vasconcellea quercifolia
- Carica sphaerocarpa = Vasconcellea sphaerocarpa
- Carica spinosa = Jacaratia spinosa
- Carica sprucei = Vasconcellea sprucei
- Carica stipulata = Vasconcellea stipulata
- Carica weberbaueri = Vasconcellea weberbaueri